# Man with a Plan
Man with a Plan is een Amerikaanse komedieserie bedacht door Jackie en Jeff Filgo. De serie werd voor het eerst uitgezonden op 24 oktober 2016 op CBS.

## Plot
Wanneer zijn vrouw Andi weer aan het werk gaat, neemt de ouderwetse vader Adam Burns meer verantwoordelijkheid voor het ouderschap van zijn drie onstuimige kinderen (Kate, Emme en Teddy). Adam moet leren om deze uitdaging te balanceren met een contracterende onderneming met zijn broer Don, terwijl hij tegelijkertijd te maken heeft met zijn overheersende vader Joe. De serie speelt zich af in de buitenwijken van Pittsburgh.

## Rolverdeling

### Hoofdrollen
- Matt LeBlanc - Adam Burns
- Liza Snyder - Andi Burns
- Grace Kaufman - Kate Burns
- Hala Finley - Emme Burns
- Matthew McCann - Teddy Burns
- Jessica Chaffin - Marie Faldonado (seizoen 1)
- Matt Cook - Lowell
- Diana-Maria Riva - Mrs. Rodriguez (seizoen 1)
- Kevin Nealon - Don Burns
- Stacy Keach - Joe Burns (seizoen 2-heden)
- Kali Rocha - Marcy Burns (seizoen 3)

### Terugkerende rollen
- Swoosie Kurtz - Beverly Burns
- Christine Woods - Lisa McCaffrey (seizoen 2)
- Sherri Shepherd - Joy
- Tim Meadows - Rudy
- Ron Funches - Funchy